# 麗タレントプロモーション
株式会社麗タレントプロモーション（れいタレントプロモーション）は、日本の芸能事務所である。

## 概要
- 社名：株式会社麗タレントプロモーション
- 代表取締役社長：田中実知子
- 設立 1999年2月1日
- 関連会社・GMBプロダクション

## 主な所属タレント

### 芸能部所属

#### 男性
- ENRIQUE
- 東條俊介
- 佐藤大介
- 中村匡志
- 込山尊
- 寺岡悠貴
- 齋藤憲良
- ひぐち朋
- 佐々木陽平
- 松元飛鳥
- 篠木隆明
- 中村優希
- みなもとらい
- 高浦修
- 小林三十朗
- 尾竹明宏
- セニョール千葉
- 黒田武子
- わんわん・∞（わんわん・インフィニティ）
- 矢島八雲 (※業務提携 GMBプロダクション所属)
- 光山英明 (※業務提携 GMBプロダクション所属)
- 小林辰巳
- 阿部洋斗
- ビソネト マックス
- 港谷順
- 五十嵐梅郷
- 永井輝久
- 大塚健司
- 安芸武司
- 安井健人
- 三倉翔
- 近藤流衣
- 岡川宙
- 坂田旬
- 山下蓮エリック
- 内隆行
- 縄田健人
- 重岡流
- 佐藤友則
- 倉田恭平
- 遠山陽宏
- 庭山智章
- 小嶋元汰
- 松本善恵
- 米倉友貴
- 落合順
- 青木十三雄

#### 女性
- 大塚柚花
- 桜木萌香
- 桜木莉子
- 深山奈優
- 音和茉侑
- 星野彩香
- 白石汐苑
- 徳川ミキ
- 星野みづき
- 井上和子
- 内田莉紗

### 子役
- 長春駕
- 内藤恵菜
- マノン
- 髙谷進之助
- 下田漣
- 中村謙志
- 平野翔大
- 川﨑令
- アイリネ
- 藤本風悟

### 過去
- 田中孝博
- 宮脇健
- 安達優菜